# Vệ tinh Khayyam

Vệ tinh Khayyam được phóng bằng tên lửa Soyuz của Nga từ Sân bay vũ trụ Baikonur ở Kazakhstan.

Vệ tinh Khayyam (tiếng Ba Tư: خیام) là một vệ tinh quan sát có độ phân giải cao của Iran đã được đưa vào quỹ đạo Trái Đất tầm thấp thành công vào ngày 9 tháng 8 năm 2022. Nó được phóng từ căn cứ vũ trụ Baikonur ở Kazakhstan trên một tên lửa Soyuz của Nga. Vệ tinh do Iran thiết kế và được chế tạo bởi công ty VNIIEM và công ty NPK Barl của Nga. Nó được đặt theo tên nhà bác học người Iran Omar Khayyam.

## Thông số kỹ thuật
Khayyam là một vệ tinh nặng 600 kilôgam (1.300 lb) nằm trên quỹ đạo cách bề mặt Trái đất 500 kilômét (310 mi). Mục đích chính của nó là thu thập thông tin và hình ảnh từ bề mặt Trái đất với độ phân giải 1 mét (3,3 feet). Nó được thiết kế để theo dõi và điều tra bề mặt Trái đất, cho cả mục đích chính phủ và dân sự.
Theo Cơ quan Vũ trụ Iran, thời gian phục vụ của vệ tinh này dự kiến là 5 năm, trong đó 4 tháng đầu tiên là giai đoạn tiến hành các cuộc kiểm tra.

## Mục đích
Theo Nga và Iran, việc phóng và đưa vệ tinh này lên quỹ đạo thành công là một dấu mốc quan trọng trong việc phát triển quan hệ song phương của hai nước và mở đường cho việc mở rộng và tăng cường hơn nữa hợp tác giữa hai nước trong lĩnh vực công nghiệp vũ trụ.
Vụ phóng diễn ra chỉ 3 tuần sau khi Tổng thống Vladimir Vladimirovich Putin và Lãnh tụ tối cao Iran Ayatollah Ali Khamenei tuyên bố hợp tác chống lại phương Tây.
Người đứng đầu cơ quan vũ trụ của chính phủ Iran là Hassan Salarieh đã tuyên bố rằng hợp đồng đặt mua vệ tinh Khayyam cho công ty Nga đã có trước khi bắt đầu cuộc xâm lược Ukraina.
Các quan chức Mỹ đang lo lắng về mối quan hệ hợp tác không gian khởi đầu giữa Nga và Iran, đặc biệt là vệ tinh này sẽ cung cấp cho Iran khả năng giám sát Trung Đông và các mục tiêu quân sự tiềm năng ở đó, cũng như giúp Nga ở Ukraina.